# نيل بريسكو
نيل بريسكو (بالإنجليزية: Neil Brisco)‏ هو لاعب كرة قدم بريطاني في مركز الوسط، ولد في 26 يناير 1978 في ويغان في المملكة المتحدة. لعب مع بورت فايل ومانشستر سيتي ونادي بارو ونادي تشورلي ونادي روتشديل ونادي سكاربورو ونورثويتش فيكتوريا.

## وصلات خارجية
- نيل بريسكو على موقع قاعدة بيانات كرة القدم.إي يو (الإنجليزية)
- نيل بريسكو على موقع Soccerbase.com (لاعب) (الإنجليزية)